# Malaysia Airlines
Malaysia Airlines er det nationale flyselskab fra Malaysia. Selskabet er ejet af den malaysiske stat. Det har hub på Kuala Lumpur International Airport ved Kuala Lumpur, og hovedkontor på Sultan Abdul Aziz Shah Airport i byen Subang, Selangor. Selskabet blev etableret i 1947 under navnet Malayan Airways.
Selskabet fik i 1967 navnet Malaysia-Singapore Airlines. I 1972 blev selskabet spillet op i to dele, og blev til Singapore Airlines og Malaysian Airline System.
Malaysia fløj i marts 2014 til over 60 destinationer i det meste af verden. Flyflåden bestod af 104 fly med en gennemsnitsalder på 6,1 år, hvoraf seks eksemplarer af typen Airbus A380 var de største.